# Renzo Tonghini
Renzo Tonghini (Buscoldo, 25 luglio 1952) è un ex calciatore italiano, di ruolo centrocampista.

## Caratteristiche tecniche
Giocò nel ruolo di centrocampista offensivo.

## Carriera
Giocò in Serie A con il Mantova.